# Нощен папагал
Нощен папагал (Pezoporus occidentalis) е вид птица от семейство Psittaculidae. Видът е застрашен от изчезване.

## Разпространение
Разпространен е в Австралия.